# Christian Gottlob Heyne
Christian Gottlob Heyne(ur. 25 września 1729 w Chemnitz, zm. 14 lipca 1812 w Getyndze) – niemiecki badacz starożytności, filolog, historyk, archeolog.

## Życiorys
Heyne urodził się 25 września 1729 roku w Chemnitz jako syn tkacza. Po ukończeniu liceum w swoim rodzinnym mieście studiował od 1748 roku na uniwersytecie w Lipsku. Uczęszczał na wykłady z filologii u Johanna Augusta Ernesti i Johanna Friedricha Christa. W Wittenberdze, gdzie od 1750 roku towarzyszył młodemu szlachcicowi jako wychowawca, kontynuował swoje studia. W 1753 roku wrócił do Drezna i otrzymał posadę kopisty w bibliotece ministra Heinricha von Brühl. Konieczność doprowadziła go do działalności pisarskiej, której pierwszymi owocami były, poza kilkoma tłumaczeniami, opracowania Tibullusa (1755) i Epikteta z Hierapolis (1756). W 1760 roku, podczas ostrzału miasta stracił cały swój majątek. W następstwie tego próbował poprawić swoje utrzymanie poprzez opracowanie części łacińskich tekstów Lipperta Daktyliothek. W 1763 roku został następcą Johanna Matthiasa Gesnera i mianowany profesorem poezji i retoryki na uniwersytecie w Getyndze.
Już w 1764 roku otrzymał nadzór biblioteki uniwersyteckiej. Najpierw jeszcze razem z poprzednim kierownikiem Johannem Davidem Michaelis, a potem jako samodzielny dyrektor. Szybko uczynił z niej ważną i wzorową instytucję. Organizował wypożyczenia dla zagranicznych uczonych i sprowadzał – obok nowości niemieckich – także literaturę zagraniczną – nie tylko francuską, angielską, amerykańską, lecz także arabską i orientalną. Gdy obejmował stanowisko dyrektora biblioteki, liczyła ona 60 tys. egzemplarzy. Podczas swojej pracy w bibliotece zwiększył jej zasoby do 200 tys. tomów, co kontrastowało np. z biblioteką uniwersytetu w Halle, która w 1780 roku liczyła tylko 12 tys. tomów.
Jego mianowanym następcą został Christoph Wilhelm Mitscherlich, który do 1835 roku był profesorem retoryki, ale faktycznym jego następcą był Karl Otfried Müller, który w 1819 roku został powołany na profesora w Getyndze. Po śmierci Georga Ludolfa Dissena w 1837, Müller awansował na profesora retoryki.
W 1760 roku poślubił 30-letnią Therese Weiß, córkę Sylviusa Leopolda Weißa, wybitnego lutnisty. Córką z tego małżeństwa była pisarka Therese Huber, jedna z członkiń „Universitätsmamsellen” zwanych uczonymi córkami Getyngi. W pierwszym małżeństwie była żoną badacza przyrody Georga Forstera, który był przyjacielem jej ojca. W 1776 roku Therese zmarła na suchoty (gruźlicę). W 1777 roku poślubił Georginę Brandes, córkę radcy dworu Georga Friedricha Brandesa.
Heyne zmarł 14 lipca 1812 roku i został pochowany na cmentarzu Bartholomäusfriedhof w Getyndze. Na nagrobku widnieje napis quem dederat cursum fortuna peregit (aż do końca szedł drogą wytyczoną przez los).

## Działalność

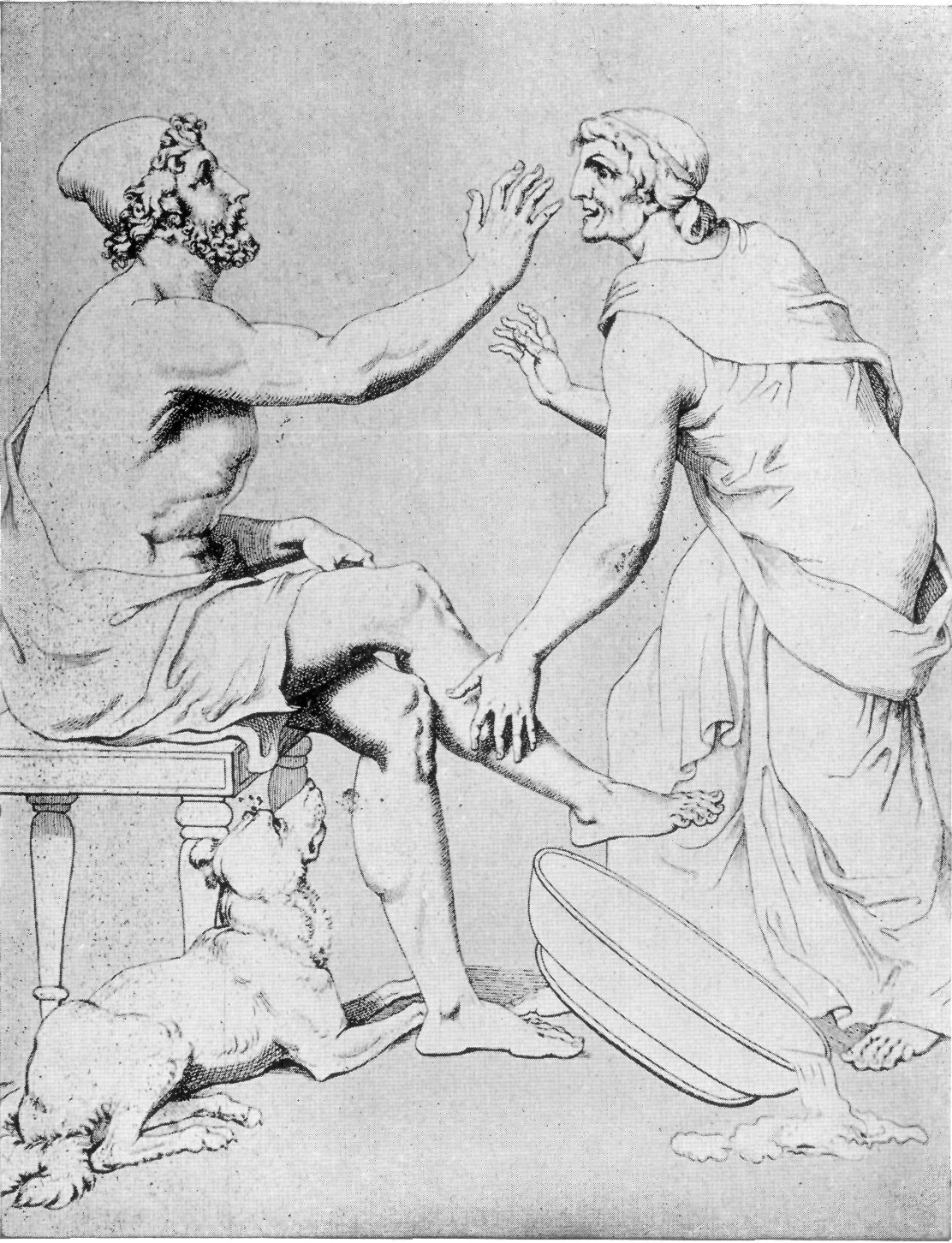
Odyseusz i Eurykleja, rysunek Christiana G. Heyne.

- 1765 – rozpoczęcie tłumaczenia i nowe opracowanie angielskiej „Historii świata” Guthrie’a und Graya, którą dokończył w 1772 roku
- 1767 – ukazanie się 1 część komentarzy do Wergiliusza
- 1773 – wydanie utworów Pindara

W 1770 roku został sekretarzem akademii i wkrótce przeforsował jej gruntowną reorganizację. Jako bibliotekarz sporządził w latach 1777–1787 słynny alfabetyczny katalog jej zbiorów.
Wywarł także duży wpływ na szkolnictwo wyższe – przez reformę szkół w Ilfeld (1770), Getyndze (1789), Hanowerze (1802); wykształcił ponad 300 nauczycieli.
W Akademii Nauk w Getyndze był sekretarz czasopisma Göttingischen Gelehrten Anzeigen, które drukowało recenzje i dyskusje naukowe tamtych czasów. Heyne napisał około 7000–8000 tekstów dla tego czasopisma.
W 1809 roku zrezygnował ze stanowiska profesora.
U schyłku życia był członkiem 30 towarzystw naukowych i akademii w kraju i zagranicą (m.in. w Berlinie, Kopenhadze, Londynie, Moskwie, Monachium, Paryżu, Petersburgu, Sztokholmie, Utrechcie).
Przy traktowaniu antycznych autorów szczególnie ostrej egzegezie poddaje poetów – ich zdolności, poetycką wrażliwość i poglądy. Pod tym względem wyprzedza wszystkich filologów swoich czasów. Natomiast w odróżnieniu do Gottfrieda Hermanna mało interesował się czysto filologicznymi aspektami, takimi jak krytyka tekstu, gramatyka, syntaktyka, stopa (metryka). Były one tylko środkiem do osiągnięcia celu, a nie przedmiotem głównych badań filologicznych. Słabość ta szczególnie ujawnia się w jego wielkim wydaniu Homera (8 tomów, 1802 rok), krytykowanym przez Friedricha Augusta Wolfa i jego uczniów. Położył podstawy do naukowego traktowania greckiej mitologii przez swoje wydanie Apollodor (1782/87) i liczne wykłady o podstawowych problemach nauki greckich mitów. W archeologii stworzył początki naukowe etruskologii.
Znaczenie Heyna dla klasycznej filologii leży przede wszystkim w wielokierunkowym poszerzeniu filologicznych widnokręgów.
Jego naukowe działania są zbliżone do tych Friedricha Augusta Wolfa. Z drugiej strony – znaczenie Heyna nie ogranicza się do fachowej wiedzy. Żeby świadomie przeżyć antyczne poematy, stworzył związek między antycznym i nowoczesnym duchem.
Prowadził korespondencję z wieloma wielkimi reprezentantami literatury jego czasu m.in. Christianem Gellertem, Johannem Wolfgangem von Goethe, Albrechtem von Hallerem, Johannem Gottfriedem Herderem.
Szczególnie przyjacielskie stosunki łączyły go z Gottholdem Lessingem, którego jako uczonego bibliotekarza, jak również literata i krytyka wysoko cenił. Obudził i wydobył zamiłowanie do antyku w szerokim otoczeniu, stworzył przesłankę do tego, żeby z dyscypliny naukowej duchowy ruch mógł wytrysnąć nowy humanizm (Neuhumanismus) Wilhelma von Humboldta i Friedricha Augusta Wolfa.
Heyne uchodzi za jednego z najważniejszych prekursorów klasycyzmu. Jednak przede wszystkim był jednym z pierwszych, którzy zajmowali się w sposób naukowy mitologią grecką, do poznania której wprowadził językoznawstwo i archeologię. Był prekursorem nowoczesnego badania starożytności i mitologii.

## Dzieła (wybrane)
- Disputatio de iure praediatorio, ad disceptandum publice praeside J. A. Bachio proposita, Diss. (Leipzig 1752)
- Albii Tibulli carmina, 1755, 1798
- Epicteti enchiridion, 1756, 1776
- Opuscula academica. 1–6 (Getynga 1785–1812)
- Ausgabe der Carmina des Homer. 9 Bde. (Leipzig 1802–1822)